# Jadranski pomorski servis
Jadranski pomorski servis d.d. Rijeka (JPS) je tvrtka specijalizirana za pružanje pomorskih usluga; i to usluga tegljenja, spašavanja, tankerskog prijevoza nafte i naftnih derivata, ekološke zaštite mora te premještanja tereta i vađenja potonulih objekata pontonskom dizalicom.
Sa svoja 123 djelatnika Jadranski pomorski servis predstavlja važan gospodarski subjekt Grada Rijeke i Primorsko-goranske županije.

### Pogled u povijest
Kompanija je nastala je 1956. godine kao OOUR Plovni objekti, pogon za obavljanje lučkog tegljenja u sastavu Luke Rijeka. Godine 1989. reorganizacijom poduzeća Luke Rijeka iz društvenog vlasništva pogon prelazi u samostalno dioničko društvo današnjeg imena Jadranski pomorski servis d.d. Rijeka.

### Tegljenje
Sa svojih 12 tegljača snage od 1000 kW do 2x1920 kW Jadranski Pomorski Servis pruža usluge tegljenja u vodama Jadranskog mora, a zahvaljujući svojoj obnovljenoj floti tegljača, posljednjih godina uključio se s ovom djelatnošću i u područje Sredozemlja.
Usluge tegljenja Društvo pruža poglavito na području luke Rijeka, gdje je i koncesionar, na području brodogradilišta 3. maj, Viktor Lenac i Kraljevica, naftnog terminala Omišalj, u Plominskom zaljevu, Raši, na području brodogradilišta Uljanik Pula, Luke Pula i Luke Zadar.
Tegljačka flota posljednjih je godina obogaćena novoizgrađenim tegljačima David Prvi, Mak, Lukas i Champion.
Novoizgrađeni tegljači namijenjeni su za lučko i obalno tegljenje, odnosno za tegalj tankera koji dolaze na naftni terminal, pratnju tankera, protupožarnu zaštitu, te kontrolu onečišćenja mora. 
Tegljači David Prvi i Champion imaju najmoderniju protupožarnu i ekološku opremu za otklanjanje incidenata prilikom uljnih zagađenja, visoko su automatizirani i posjeduju najmoderniju navigacijsku opremu.

### Spašavanje
U svojoj dugoj povijesti flota JPS-a spasila je mnogobrojne ljudske živote i imovinu. 
S Ministarstvom mora, prometa i infrastrukture Jadranski pomorski servis sklopio je ugovor o pružanju usluge intervencija i pripravnosti tegljača s ishodišnom lukom Zadar za potrebe traganja i spašavanja na moru, te sprječavanja i sanacije onečišćenja mora s brodova na području mora pod nadležnošću Republike Hrvatske. 
Kod velikih havarija kao što je bio požar na brodu Und Adriyatic 2008., kada je JPS postao partner svjetski renomiranoj spašavateljskoj tvrtki Smit Salvage, JPS intervenira i izvan teritorijalnog mora jer jedini u Hrvatskoj ima kapacitete za tako velike akcije. 
Upravo tegljači JPS-a, u suradnji s nizozemskom kompanijom Smit Salvage, odsukali su 2009. godine Jadrolinijin trajekt Marko Polo nasukan na kornatski otočić Sit. 

### Tankerski prijevoz
Paralelno s djelatnosti tegljenja, spašavanja, protupožarne zaštite mora i priobalja te ekološke zaštite mora sprječavanjem i prikupljanjem zauljenih i otpadnih tekućina u spremnicima i razlivenom stanju, kompanija posjeduje dva tankera, s kojima obavlja djelatnost prijevoza naftnih derivata za domaće i strane korisnike.
Društvo također pruža uslugu dizanja teških tereta 100 t pontonskom dizalicom za potrebe međunarodne luke Rijeka, i u akcijama spašavanja i vađenja potonulih objekata.

### Tvrtke-kćeri
Jadranski pomorski servis 2006. godine kupuje tvornicu za preradu ribe Mardešić d.o.o. u Salima na Dugom otoku. Tvornica zapošljava 70, u ljetnim mjesecima i preko 80 djelatnika. Ima dnevnu proizvodnju od 50 000 limenki sardina, dnevni kapacitet smrzavanja od 50 000 kg i uskladištenja smrznute ribe od 1 200 tona.
Nautičkim turizmom JPS se počinje baviti 2008. godine, kada osniva tvrtku JPS Jahte d.o.o., specijaliziranu za čarter luksuznih plovila. Uzdanica flote je jahta Pulena, modela Ferretti 880 iz 2004. godine, dužine 27.03 m, širine 6,8 m. 

### Flota Jadranskog pomorskog servisa
- 12 tegljača:
  - Aries,
  - Sirius,
  - Pollux,
  - Venus,
  - Gea,
  - Beli Kamik,
  - Rijavec,
  - Pluton,
  - David Prvi,
  - Mak,
  - Lukas i
  - Champion

- 3 teglenice:
  - Fiumanka (TEG 29),
  - TEG 10,
  - TEG 12

- 2 tankera:
  - Bakar,
  - Urinj

- 1 pontonska dizalica:
  - Dobra

## Vanjske poveznice
- Jadranski pomorski servis
- Luka Rijeka d. d Hrvatska tehnička enciklopedija, portal hrvatske tehničke baštine. LZMK